# Fyrkat
Fyrkat er en cirkelborg fra vikingetiden, af samme type som de fem andre trelleborge og beliggende i Himmerland – det nordlige Jylland tæt ved Hobro. Fyrkat har en indre diameter på 120 m og indeholder 16 langhuse, 4 i hver del af borgen. Fyrkat blev i 2023 optaget på UNESCOs verdensarvsliste sammen med 4 andre danske trelleborge.
Borgen huser i dag museet Vikingecenter Fyrkat.

## Karakteristika
Fyrkat – der er dendrokronologisk dateret til samme år (980) som Trelleborg ved Slagelse – ligger ved Hobro i bunden af Mariager Fjord og lige op til Onsild Å i Nørre Onsild Sogn. Udgravningen tyder i øvrigt på, at opbygningen af volden ikke er helt tilendebragt, men at den eksisterende del af volden er anlagt i samme arbejdsgang. 
Modsat de øvrige borge er den anlagt så det dengang ikke var muligt at sejle til borgen. Og som Aggersborg ligger den også nær Hærvejen – for Fyrkats vedkommende kun ca. 1½ km øst for den østligste hærvejsrute mellem Ålborg og Viborg, hvor denne passerer Onsild å. De nyeste undersøgelser af området har vist, at en kanal førte fra området sydvest for borgen og langt ud i Onsild Ådal. Forskerne udtaler, at dette og andre fund indebærer "vidtrækkende perspektiver".
Fundene tyder på, at kongen, formentlig Harald Blåtand, bevidst lod en af sine borge opføre inderst i fjorden, hvor den smalner helt til og mødes med en å, der løber ud inde fra landet. Her lå borgen godt på et næs, beskyttet til alle sider af vand eller sumpede enge. Havde man ærinde til borgen kunne man stage eller trække sine skibe ude fra fjorden og helt ind til den. Vandet har formodentlig kun været ca. 0,5 m dybt, så det har ikke været muligt at sejle ind med råsejlet oppe. Borgens beboere har altså haft tid til at se deres gæster an fra borgens volde, før de nåede frem.
Et areal på 136 hektarer blev i 1964 og 1967 fredet omkring Fyrkat.

## Vikingecenter Fyrkat
Fyrkat borgen er en del af Vikingecenter Fyrkat; et museum der i dag administreres under Nordjyllands Historiske Museum. Selve vikingecenteret har til huse i en rekonstrueret vikingegård og tilknyttede bygninger ca. 1 km fra ringborgen. Selve gården består af hele 9 huse og den er rekonstrueret ud fra en stormandsgård fundet ved Vorbasse. Her er der indrettet besøgscenter med diverse relevante udstillinger og butik m.m..